# Val Trebbia
Le val Trebbia est une vallée italienne formée par le fleuve Trebbia, né aux pieds du mont Prelà en ville métropolitaine de Gênes et qui, après la commune de Gorreto, entre en territoire de la province de Plaisance, avec la commune d'Ottone et poursuit longeant Oltrepò Pavese. À environ 118 km de la source, il débouche dans le Pô dans les environs de San Nicola de Rottofreno (province de Plaisance).
Il est limitrophe avec le val d'Aveto et le val Nure à l’est, avec le val Scrivia, le val Borbera, le val Boreca, le val Staffora, le val Tidone et le val Luretta à l’ouest.
Son parcours est longé par la route SS45 du val Trebbia.

## Géographie, géologie et eaux thermo-minérales
Les strates de calcaires présentes dans le fond de la vallée, font que les eaux du Trebbia doivent se frayer un profond et sinueux passage ; il en résulte un phénomène géologique à l’air libre de strate, nommé fenêtre géologique.

### Principaux lacs
Le lac du Brugneto est un lac artificiel situé dans le parc naturel régional de l'Antola dans le haut val Trebbia à environ 777 mètres d’altitude dans les communes de l'Apennin ligure de Torriglia, Propata et Rondanina en ville métropolitaine de Gênes ; c'est le plus grand lac de la Ligurie. Il est constitué d’un bassin artificiel construit en 1959 par l'AMGA de Gênes en barrant les eaux du torrent Brugneto affluent du fleuve Trebbia. C’est la principale réserve hydraulique de la cité de Gênes.

### Principaux sommets

#### Versant est
- Mont Montarlone (1 500 m)
- Mont Oramara (1 522 m)
- Mont Dego (1 427 m)
- Mont delle Tane (1 198 m)
- Mont Aserei (1 432 m)

#### Versant ouest
- Pietra Parcellara
- Mont Antola (1 597 m)
- Mont Carmo (1 640 m)
- Mont Alfeo (1 651 m)
- Mont Cavalmurone (1 671 m)
- Mont Legnà (1 669 m)
- Mont Chiappo (1 699 m)
- Mont Ebro (1 700 m)
- Mont Lesima (1 724 m)
- Mont Penice (1 460 m)

### Principaux cols
Quatre passages la mettent en communication avec le val Staffora : le col du Penice par la route SS 461, le col de la Scaparina, le col du Brallo et le col du Giovà traversent le val Boreca.
Trois passages vers le val Nure : le col de la Cappelletta, le col du Mercatello et le col du Cerro ; deux vers le val d'Aveto : le col de la Scoglina et le col de Fregarolo ; un passage vers le val Luretta : le col de la Caldarola ; un vers le val Fontanabuona : le col de Giassina sur la SP 21.

## Histoire
Les premières notices historiques datent du néolithique. Des vestiges archéologiques d’un établissement ont été mis au jour près de Travo, qui occupent un petit musée dans la commune, ainsi que dans le village du Groppo près de Bobbio (une partie dans le musée de la cité et une autre dans le musée archéologique de Gênes.
La partie en plaine de la vallée a vécu la bataille de la Trébie où, selon le témoignage de l’historien romain Polybe, en décembre 218 av. J.-C., Hannibal vainquit le consul romain Tiberius Sempronius Longus. L'armée carthaginoise, réussit à bloquer l’infanterie romaine dans le lit marécageux du torrent Luretta ; la cavalerie numide, appuyée par les archers, surpassa les soldats romains dont un tiers réussit à se réfugier sur l’autre rive du fleuve Trebbia.
L’histoire de cette vallée est fortement liée à la présence du monastère de Bobbio, centre historique et culturel de prime importance, fondé au VIIe siècle par le moine irlandais Colomban de Luxeuil, ainsi qu’en qualité de point de contrôle des trafics vers Rome par la via degli Abati et vers la mer Ligure, pour le contrôle du trafic du sel vers la Route du Sel, produit aussi par les salins de Bobbio. L'abbaye héberge dans les locaux de l’antique scriptorium un musée qui témoigne de l’époque romaine, médiévale et renaissance.
L’importance stratégique du val Trebbia est rappelée par la multitude de châteaux qui jalonne la vallée :
- Gossolengo ;
- Castello di Rivalta près de Gazzola ;
- Castello di Montechiaro près de Rivergaro ;
- Castello di Statto, commune de Travo ;
- Bobbio (Castello Malaspiniano, castello del Dego, et ruines de celui de Piancasale) ;
- Corte Brugnatella (castello del Lago, à côté de la route et frontière entre la république de Gênes et le comté de Bobbio) ;
- Cerignale ;
- Ottone ;
- Torriglia ;

et les tours de :
- Bobbiano de Travo ;
- Zerba.

## Culture
Cette vallée fait partie du territoire culturellement homogène de quatre provinces (Alexandrie, Gênes, Pavie, Plaisance), caractérisé par l’usage de coutumes, par un important répertoire de musique et de danse très antique. Le principal instrument de musique de cette zone est le fifre des Apennins, accompagné par l’accordéon et un temps, accompagné de la müsa (cornemuse apennine), pour les danses et fêtes locales.

## Viticulture
Le val Trebbia a des vins typiques de la province de Plaisance, du territoire connu comme Colli Piacentini (zone DOC) : le Trebbianino Val Trebbia (qui ne doit pas être confondu avec le Trebbiano romagnole), vin blanc obtenu par un mixte de raisin ortrugo et malvasia de couleur paille, légèrement aromatisé, pour accompagner la charcuterie, entrée et poisson. Le Colli Piacentini Gutturnio, vin rouge, mixte de raisin barbera, bonarda et autre qualité qui le rendent parfumé et robuste, adapté pour la charcuterie, les entrées, viandes rôties, etc.

## Économie
La partie en plaine a une importante production agricole, soumise aux eaux d’irrigation issues du Trebbia. Ainsi que des installations industrielles et artisanales.
La partie montagneuse a une vocation typiquement touristique, soutenue par une nature très bien conservée, une cuisine riche et la possibilité de fréquenter des fleuves non pollués et pratiquer des sports aquatiques comme le canoë-kayak et le rafting. Les anses creusés par le fleuve sur le tronçon Ottone et Bobbio sont vraiment spectaculaires, non contaminés, de par la difficulté d’y accéder par un petit sentier ; mais peuvent être admirés depuis la route et depuis le village de Brugnello.
Le voisinage de Milan et de Gênes, en fait une zone touristique pour les vacances, pour les résidences secondaires ou pour le tourisme de passage. De nombreux motocyclistes parcourent la route SS45.

## Territoire
Les communes sont à partir du mont Prelà Torriglia, Propata, Rondanina, Montebruno, Fontanigorda, Fascia, Rovegno, Gorreto en ville métropolitaine de Gênes ; Ottone, Zerba, Cerignale, Corte Brugnatella, Coli, Bobbio, Travo, Rivergaro, Gazzola, Gossolengo, Gragnano Trebbiense, Rottofreno en province de Plaisance.